# Museo Dahesh
Il Museo Dahesh (Dahesh Museum of Art) è l'unico museo negli Stati Uniti dedicato alla collezione e all'esposizione dell'arte accademica europea del XIX e XX secolo. La collezione, situata a Manhattan, New York, ha avuto origine dallo scrittore, umanista e filosofo libanese Salim Moussa Achi (1909-1984), il cui pseudonimo era Dr. Dahesh. Il nucleo del patrimonio del museo è costituito dalla collezione di Dahesh di oltre 2.000 dipinti accademici, che comprende molti notevoli dipinti orientalisti.
Il regolare spazio espositivo del Museo ha chiuso nel 2008, lasciando la collezione temporaneamente disponibile solo online e in mostre itineranti. All'inizio del 2012, il Museo ha riaperto un ufficio e un negozio di articoli da regalo nel quartiere di Hudson Square a Manhattan, vicino a SoHo. I lavori di ristrutturazione sono iniziati nel 2015 nella nuova sede permanente al 178 East 64th Street. Secondo il sito web del museo, l'apertura era prevista per l'inverno 2019-2020.

## Collezione
Il museo è noto per le sue eccezionali collezioni di pittura orientalista e opere di illustratori statunitensi.

## Storia
La creazione del museo è scaturita dall'eredità della famiglia Zahid della collezione di Dahesh alla sua morte. Cinque membri della famiglia fanno parte del consiglio di amministrazione del museo e hanno scelto di creare il museo a Manhattan piuttosto che in Libano a causa delle sfide della comunità artistica della città derivanti dall'instabilità politica del paese. Nonostante alcune preoccupazioni sulle origini dell'arte, il Museo è stato creato nel 1987 e aperto ufficialmente nel 1995 su una superficie di 170 m2 in una galleria sulla Fifth Avenue. Ha lottato nei primi anni, in parte a causa della natura relativamente oscura dell'eredità del suo fondatore, e della percezione dell'illustrazione come forma d'arte. Nonostante le difficoltà, il museo ha avuto una presenza annuale di circa 20.000 visitatori ed è stato in grado di accumulare una dotazione di 30 milioni di dollari in poco più di cinque anni, rivaleggiando con quella del Guggenheim Museum.
Nel settembre 2003, ha aperto in un nuovo spazio di 2800 m2 al 580 di Madison Avenue e 56th Street tre anni dopo un'offerta senza successo su una proprietà di Columbus Circle e un anno dopo l'annuncio della nuova sede. Questa proprietà, l'ex IBM Gallery, è stata completamente ridisegnata da Hardy Holzman Pfeiffer Associates. Il museo si è trasferito dallo spazio di Madison Avenue nel gennaio 2008, causa problemi relativi all'affitto che lo hanno portato a cercare un sublocatore per il resto del suo contratto. Sebbene il museo non abbia avuto una presenza fisica a New York, la collezione ha continuato a viaggiare e il sito web è stato ridisegnato per rendere la collezione virtuale.
Mentre cercava una sede permanente, il Dahesh ha descritto la sua missione come un museo senza pareti, impegnandosi in un programma regolare di mostre in prestito a musei e gallerie e, all'inizio del 2012, aprendo un negozio di articoli da regalo e uno spazio per saloni sulla Sixth Avenue in Hudson Square a Manhattan. Lo spazio ha consentito una programmazione pubblica e una piccola presentazione del patrimonio del museo.